# (9296) 1983 RB2
(9296) 1983 RB2 (1983 RB2, 1989 ER5) — астероїд головного поясу, відкритий 5 вересня 1983 року.
Тіссеранів параметр щодо Юпітера — 3,473.